# Silnice II/301
Silnice II/301 je silnice II. třídy, která vede z Trutnova do Police nad Metují. Je dlouhá 28,5 km. Prochází jedním krajem a dvěma okresy.

## Vedení silnice

### Královéhradecký kraj, okres Trutnov
- Poříčí (křiž. I/14, III/3016)
- Petříkovice
- Chvaleč (křiž. III/30110)
- Radvanice (křiž. III/30115)
- Jívka (křiž. III/30116)

### Královéhradecký kraj, okres Náchod
- Vápenka (křiž. III/30118, III/30121)
- Vlásenka
- Česká Metuje (křiž. III/30110)
- Žďár nad Metují (křiž. III/30122)
- Police nad Metují (křiž. II/303)